# Campionati del mondo di ciclismo su strada 2024 - Gara in linea femminile Junior
La trentasettesima edizione della gara in linea femminile Junior dei Campionati del mondo di ciclismo su strada si è svolta il 26 settembre 2024 su un percorso di 73,6 km, con partenza da Uster ed arrivo a Zurigo, in Svizzera. L'oro è stato appannaggio della britannica Cat Ferguson con il tempo di 1h54'48", alla media di 38,467 km/h, argento alla spagnola Paula Ostiz Taco e bronzo alla slovacca Viktória Chladoňová.
Accreditate alla partenza 120 cicliste provenienti da 44 nazioni, delle quali 111 completarono la prova.

## Squadre e corridori partecipanti
| N.    | Cod. | Squadra       |
| ----- | ---- | ------------- |
| 1-5   | FRA  | Francia       |
| 6-10  | GBR  | Regno Unito   |
| 11-15 | NED  | Paesi Bassi   |
| 16-20 | ESP  | Spagna        |
| 21-24 | CZE  | Cechia        |
| 25-28 | BEL  | Belgio        |
| 29-33 | DEU  | Germania      |
| 34-37 | NOR  | Norvegia      |
| 38-41 | CAN  | Canada        |
| 42-43 | SVK  | Slovacchia    |
| 44-47 | ITA  | Italia        |
| 48-51 | USA  | Stati Uniti   |
| 52-53 | AUS  | Australia     |
| 54-56 | IRL  | Irlanda       |
| 57-60 | DNK  | Danimarca     |
| 61-64 | NZL  | Nuova Zelanda |
| 65-66 | COL  | Colombia      |
| 67-69 | KAZ  | Kazakistan    |
| 70-73 | UKR  | Ucraina       |
| 74-77 | TWN  | Taiwan        |
| 78-79 | ECU  | Ecuador       |
| 80-81 | INA  | Indonesia     |

| N.      | Cod. | Squadra     |
| ------- | ---- | ----------- |
| 82      | URU  | Uruguay     |
| 83      | GRE  | Grecia      |
| 84-87   | SUI  | Svizzera    |
| 88-91   | POL  | Polonia     |
| 92      | AUT  | Austria     |
| 93      | FIN  | Finlandia   |
| 94      | EGY  | Egitto      |
| 95      | ALG  | Algeria     |
| 96-98   | ROM  | Romania     |
| 99      | BDI  | Burundi     |
| 100     | BEN  | Benin       |
| 101-104 | SVN  | Slovenia    |
| 105     | CYP  | Cipro       |
| 106-107 | POR  | Portogallo  |
| 108     | ALB  | Albania     |
| 109     | ARG  | Argentina   |
| 110     | HUN  | Ungheria    |
| 111-114 | MEX  | Messico     |
| 115-116 | LUX  | Lussemburgo |
| 117-118 | LTU  | Lituania    |
| 119     | THA  | Thailandia  |
| 120     | TUR  | Turchia     |

## Ordine d'arrivo (Top 10)
| Pos. | Corridore           | Squadra       | Tempo    |
| ---- | ------------------- | ------------- | -------- |
| 1    | Cat Ferguson        | Gran Bretagna | 1h54'48" |
| 2    | Paula Ostiz Taco    | Spagna        | s.t.     |
| 3    | Viktória Chladoňová | Slovacchia    | s.t.     |
| 4    | Megan Arens         | Paesi Bassi   | a 9"     |
| 5    | Célia Gery          | Francia       | a 53"    |
| 6    | Imogen Wolff        | Gran Bretagna | a 1'26"  |
| 7    | Kamilla Aasebø      | Norvegia      | s.t.     |
| 8    | Amandine Muller     | Francia       | s.t.     |
| 9    | Lara Liehner        | Svizzera      | s.t.     |
| 10   | Lucy Bénézet Minns  | Irlanda       | s.t.     |